# Прайорсбург (Кентуккі)
Прайорсбург (англ. Pryorsburg) — переписна місцевість (CDP) в США, в окрузі Ґрейвс штату Кентуккі. Населення — 262 особи (2020).

## Географія
Прайорсбург розташований за координатами 36°41′27″ пн. ш. 88°42′45″ зх. д. / 36.69083° пн. ш. 88.71250° зх. д. (36.690852, -88.712517).  За даними Бюро перепису населення США в 2010 році переписна місцевість мала площу 3,27 км², з яких 3,23 км² — суходіл та 0,05 км² — водойми.

## Демографія
Згідно з переписом 2010 року, у переписній місцевості мешкало 311 особа в 127 домогосподарствах у складі 86 родин. Густота населення становила 95 осіб/км².  Було 144 помешкання (44/км²).
Расовий склад населення:
| - 92,6 % — білих - 4,8 % — чорних або афроамериканців - 0,3 % — азіатів |

До двох чи більше рас належало 2,3 %. Частка іспаномовних становила 3,9 % від усіх жителів.
За віковим діапазоном населення розподілялося таким чином: 26,0 % — особи молодші 18 років, 63,4 % — особи у віці 18—64 років, 10,6 % — особи у віці 65 років та старші. Медіана віку мешканця становила 38,5 року. На 100 осіб жіночої статі у переписній місцевості припадало 95,6 чоловіків;  на 100 жінок у віці від 18 років та старших — 93,3 чоловіків також старших 18 років.
Цивільне працевлаштоване населення становило 102 особи. Основні галузі зайнятості: освіта, охорона здоров'я та соціальна допомога — 50,0 %, будівництво — 25,5 %, виробництво — 10,8 %, фінанси, страхування та нерухомість — 4,9 %.